# Atletismo nos Jogos Pan-Americanos de 1959 - 800 m masculino
A prova dos 800 m masculino nos Jogos Pan-Americanos de 1959 foi realizada em Chicago, Estados Unidos.

## Medalhistas
| Ouro                             | Prata                   | Bronze               |
| Thomas Murphy USA Estados Unidos | George Kerr JAM Jamaica | Tony Seth GUY Guiana |

## Resultados
| Posição           | Nome             | Nacionalidade      | Tempo  | Notas |
| ----------------- | ---------------- | ------------------ | ------ | ----- |
| Medalha de ouro   | Thomas Murphy    | USA Estados Unidos | 1:49.4 |       |
| Medalha de prata  | George Kerr      | JAM Jamaica        | 1:49.4 |       |
| Medalha de bronze | Tony Seth        | GUY Guiana         | 1:49.7 |       |
| 4                 | Melville Spence  | JAM Jamaica        | 1:50.0 |       |
| 5                 | Ernie Cunliffe   | USA Estados Unidos | 1:51.5 |       |
| 6                 | Stan Worsfold    | CAN Canadá         | 1:52.4 |       |
| 7                 | Siegmar Ohlemann | CAN Canadá         | 1:53.0 |       |